# Munshin
No debe confundirse con Jules Munshin, actor estadounidense.
Munshin (Hangul: 문신, Hanja: 門神, literalmente dios de la Puerta) o Munsin, conocido en el sur de la isla de Jeju como Munjeon (Hangul: 문전, Hanja: 門前) es el dios de la entrada en el chamanismo coreano. El culto a Munshin es más fuerte en la isla de Jeju, donde es una de las deidades más adoradas;  Sin embargo, el culto a Munshin también existe en el continente.

## Historia
La primera entidad similar a Munshin que se registra en la historia de Corea es Cheoyong. Según el libro de historia Samguk Yusa, Cheoyong rechazó con éxito a la deidad de la enfermedad, que estaba teniendo relaciones sexuales con su esposa. Después de la repulsa del dios de la enfermedad, la gente del reino de Silla colocó retratos de Cheoyong en sus puertas delanteras para evitar la enfermedad.
En la dinastía Goryeo, la adoración tradicional de Munshin fue influenciada por los rituales taoístas.  Durante el reinado del rey Yejong, se registra que los creyentes taoístas hicieron estatuas del dios de la puerta.  Una de las adoraciones más comunes de Munshin en el continente, la fijación de imágenes o escritos en las puertas, se originó en el taoísmo.

## En el continente
La adoración continental de Munshin es muy débil en comparación con la adoración de Munshin en la isla de Jeju. La adoración de Munshin es casi inexistente en el campo, y aparece una forma limitada en Seúl y las regiones vecinas. A diferencia de la mayoría de los Gashin, Munshin era venerado principalmente en las ciudades, donde la importancia de la puerta era significativamente mayor que en el campo.
En el continente, se creía que Munshin encarnaba un amuleto, un retrato de Cheoyong, una foto de un tigre o un gallo, o una caligrafía de 'Ibchun Daegil', todo junto a la puerta. El dios fue adorado en octubre, después de adorar a Seongjushin (deidad de la casa). La adoración fue muy corta, simplemente rociando vino de arroz y colocando tteok frente a la puerta.

## En la Isla de Jeju
Mientras que en la isla de Jeju, Munshin es la mayor de las deidades domésticas, o Gashin, en el continente, Seongjushin (dios de la casa) es el mayor Gashin;  sin embargo, en Jeju, Seongjushin no existe, y su nicho es reemplazado por Munshin.
Se considera que Munshin protege toda la casa, ya que la puerta siempre fue necesaria para entrar en la casa. Así, Munshin fue adorado devotamente hasta el punto de hacer un proverbio; "No hay construcción que Munshin no conozca".  Como este proverbio, los isleños de Jeju le contaron todo lo que estaba sucediendo en la casa a Munshin.
Los isleños creen en dos dioses de las puertas; Ilmunshin, el dios de la puerta de entrada, y Dwitmunshin, el dios de la puerta de atrás. Sin embargo, no hay ritual para Dwitmunshin, y 'Munshin' se refiere principalmente a Ilmunshin.
El ritual para Munshin se llama Munjeonje. El ritual ocurre en enero lunar, pero si enero no está disponible, el ritual podría hacerse en marzo lunar. En el Munjeonje, el chamán sacrifica un gallo, rociía su sangre en la puerta y entierra su cabeza en la entrada.
Se creía que Munjeon se encarnaba en tiras de papel y ropas rojas, azules y amarillas, colgadas en la puerta. En el Munjeonje anual, las tiras viejas eran reemplazadas por otras nuevas;  esto se llamaba 'vestir a Munjeon'. Esta ceremonia solo se podía hacer después de ofrecer frutas y agua a Munjeon, quemar incienso y arrodillarse ante la puerta.
En las últimas partes del Munjeonje, la familia ofrecía cinco tipos diferentes de frutas a Munjeon. Las frutas eran cidra, manzana, pera, jujube y nuez moscada.  Después del sacrificio, la familia compartía los frutos.
Cuando alguien dejaba temporalmente la casa, la persona que salía de la casa realizaba un ritual a Munjeon al amanecer, rezando por seguridad y suerte.
Durante el matrimonio, los recién casados rezaban a Munjeon, usando la comida que se usaba en el matrimonio como sacrificio. Durante este ritual, era necesaria una cabeza de cerdo, vino e incienso. Después del ritual, la comida sacrificada era lanzada al techo.

## En mitología
En el mito de Munjeon Bonpuri, Munjeon actúa como el personaje principal. Este mito muestra cómo el séptimo hijo de Yeosan Buin se convirtió en el dios de la puerta.
Munshin también aparece como un personaje secundario en el mito de Chasa Bonpuri.  Cuando el héroe Gangrim Doryeong se dirige al inframundo, se encuentra con noventa y nueve caminos, cada uno en una dirección diferente. De repente, aparece Munjeon y le cuenta la historia de cada rastro. Por último, Munjeon le muestra el camino que debe tomar hacia el inframundo.